# Arms and Armour Society
Die Arms and Armour Society ist eine 1951 in London gegründete, weltweit führende Organisation zur Erforschung, Sammlung und Erhaltung von Waffen und Rüstungen. Der Gesellschaft gehören u. a. Wissenschaftler, Sammler und Experten an; sie ist Mitglied der Foundation for European Societies of Arms Collectors. Sechsmonatlich erscheint das auch in der Zeitschriftendatenbank (ZDB) geführte Journal of the Arms and Armour Society (JAAS). Von 1953 bis 1977 verantwortete Claude Blair die Zeitschrift.
Zu den Mitgliedern und Ehrenmitgliedern der Gesellschaft gehören u. a. Howard Blackmore, Claude Blair, Rainer Daehnhardt, Ortwin Gamber, Ewart Oakeshott, H. Russell Robinson und Bruno Thomas.